# 提耶內宮

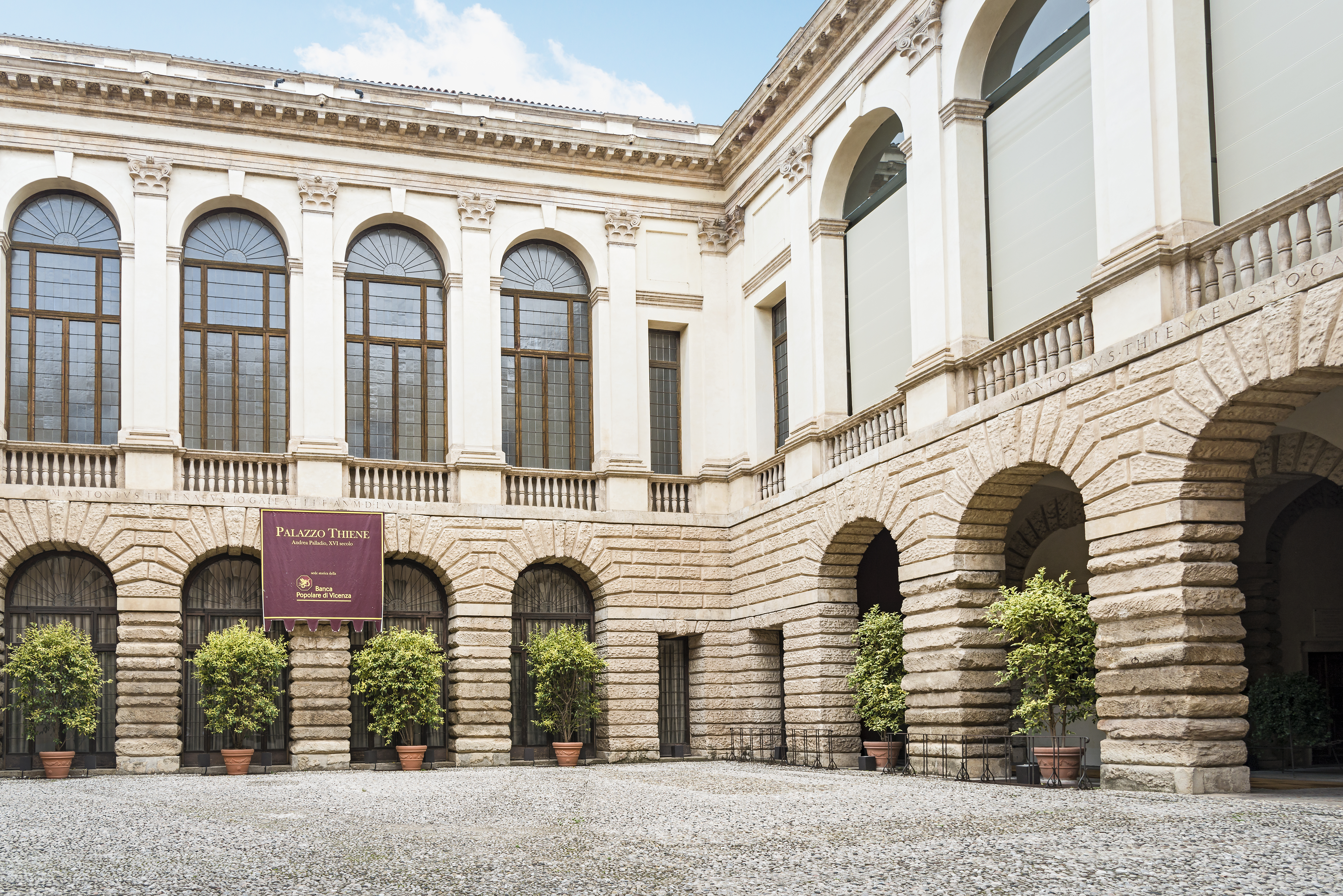
提耶內宮

提耶內宮（義大利語：Palazzo Thiene）是位於義大利城市維琴察的一座宮殿建築。這座建築修建於15至16世紀時期 。1994年，提耶內宮被列入世界文化遺產。

## 外部連結
- Official website

45°32′54″N 11°32′46″E / 45.54833°N 11.54611°E